# Alexander Rich
Alexander Rich MD (Hartford, 15 de novembro de 1924 - Boston, 27 de abril de 2015) foi um biólogo e biofísico estadunidense.

## Publicações selecionadas
- Brown BA II, Lowenhaupt K, Wilbert CM, Hanlon EB, Rich A (2000). «The Za domain of the editing enzyme dsRNA adenosine deaminase binds left-handed Z-RNA as well as Z-DNA». Proceedings of the National Academy of Sciences of the United States of America. 97 (25): 13531–13586. Bibcode:2000PNAS...9713532B. JSTOR 2666404. doi:10.1073/pnas.240464097
- Kim Y-G, Lowenhaupt K, Maas S, Herbert A, Schwartz T, Rich A (2000). «The Zab domain of the human RNA editing enzyme ADAR1 recognizes Z-DNA when surrounded by B-DNA». J Biol Chem. 275 (35): 26828–26833. PMID 10843996. doi:10.1074/jbc.M003477200
- Schwartz T, Rould MA, Lowenhaupt K, Herbert A, Rich A (1999). «Crystal structure of the Za domain of the human editing enzyme ADAR1 bound to left-handed Z-DNA». Science. 284 (5421): 1841–1845. PMID 10364558. doi:10.1126/science.284.5421.1841